# ديفيد ميكي إيفانز
ديفيد ميكي إيفانز (بالإنجليزية: David M. Evans)‏ هو كاتب سيناريو ومخرج أمريكي، ولد في 20 أكتوبر 1962 في ويلكس بار في الولايات المتحدة.

## وصلات خارجية
- الموقع الرسمي
- ديفيد ميكي إيفانز على موقع IMDb (الإنجليزية)
- ديفيد ميكي إيفانز على موقع ألو سيني (الفرنسية)
- ديفيد ميكي إيفانز على موقع أول موفي (الإنجليزية)
- ديفيد ميكي إيفانز على موقع إن إن دي بي (الإنجليزية)
- ديفيد ميكي إيفانز على موقع قاعدة بيانات الفيلم (الإنجليزية)
- ديفيد ميكي إيفانز على موقع كينوبويسك (الروسية)